# آلیس پرن

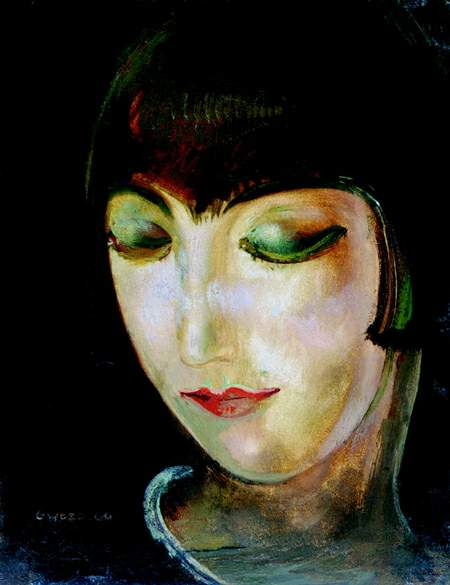
تصویر آلیس پرن (فرانسوی: Alice Prin) هنرپیشه، نقاش، خواننده و مدل (شخص) فرانسوی

آلیس پرن (فرانسوی: Alice Prin‎; ۲ اکتبر ۱۹۰۱ – ۲۳ مارس ۱۹۵۳) هنرپیشه، نقاش، خواننده و مدل (شخص) اهل فرانسه بود.
از فیلم‌ها یا برنامه‌های تلویزیونی که وی در آن نقش داشته‌است می‌توان به باله مکانیکی، آنتراکت اشاره کرد.